# Parlamento de Jordania
El Parlamento de Jordania (en árabe: مجلس الأمة‎, romanizado: Majlis Al-Umma) es la asamblea nacional jordana bicameral. Establecido por la constitución de 1952, la legislatura consta de dos casas: el Senado (Majlis Al-Aayan) y la Cámara de Representantes (Majlis Al-Nuwaab).
El Senado tiene 65 miembros, todos ellos nombrados directamente por el rey de Jordania, mientras que la Cámara de Representantes tiene 130 miembros electos, con nueve escaños reservados para los cristianos, tres para las minorías circásicas y chechenas, y quince para las mujeres. Los miembros de ambas cámaras tienen un mandato de cuatro años.

## Historia política

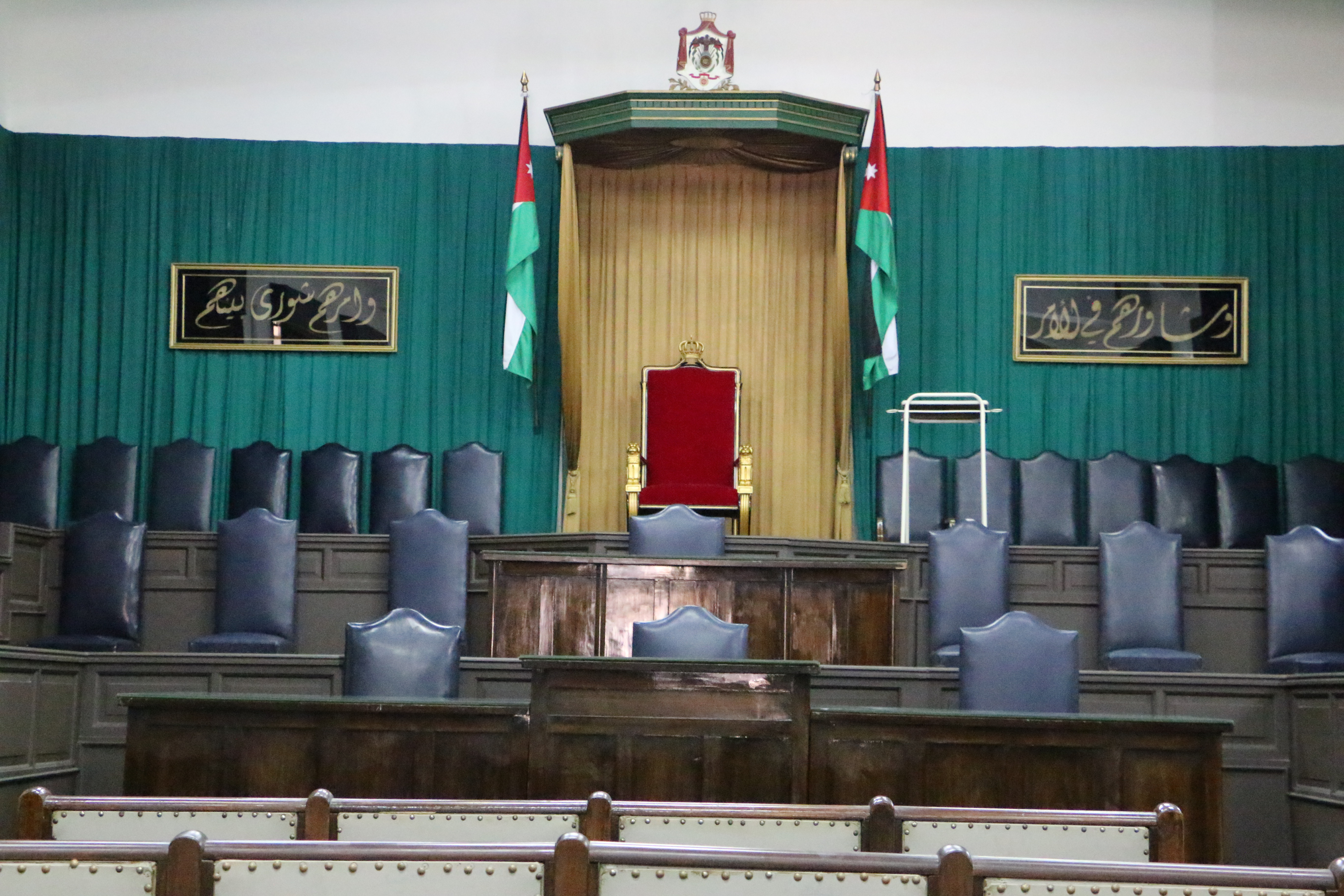
Mesa del Parlamento.

Como monarquía constitucional en desarrollo, Jordania ha sobrevivido a las pruebas y tribulaciones de la política de Oriente Medio. El público jordano ha experimentado una democracia limitada desde que obtuvo la independencia en 1946, sin embargo la población no ha sufrido como otros países bajo dictaduras impuestas por algunos regímenes árabes. La Constitución de 1952 prevé que los ciudadanos de Jordania formen y se unan a partidos políticos. Estos derechos fueron suspendidos en 1967 cuando se declaró el estado de excepción y la ley marcial y la suspensión del Parlamento, hasta que fue derogada en 1989.
En 1988, el rey Hussein I cortó los lazos políticos con Cisjordania tras la ocupación israelí. Posteriormente, la agitación civil siguió con el primer ministro al-Rifa'i alegado para haber utilizado táctica pesada contra la población que causó disturbios en abril de 1989. Después de que los disturbios se hubieran apaciguado el rey tiró al-Rifa'i y anunció elecciones para más adelante ese año. La acción del Rey para volver a convocar a las elecciones parlamentarias se consideró un avance importante para permitir que el público jordano tuviera mayores libertades y democracia, lo que ha sido calificado por el think tank Freedom House de "el experimento más prometedor del mundo árabe en la liberalización política y reforma".
La reanudación de las elecciones parlamentarias se vio reforzada por las nuevas leyes que regulan los medios de comunicación y la publicación, así como por una menor restricción de las libertades de expresión. Tras la legalización de los partidos políticos en 1992, en 1993 se celebraron las primeras elecciones multipartidistas desde 1956. El país es ahora uno de los más políticamente abiertos en Oriente Medio permitiendo a partidos de oposición como el Frente de Acción Islámica  (Islamic Action Front o IAF), el ala política de la Hermandad Musulmana de Jordania. La influencia de la IAF se redujo significativamente en 2007 cuando su representación parlamentaria cayó de diecisiete a seis. La IAF boicoteó las elecciones de 2011 y 2013 en protesta por el sistema electoral de una voz. El monarca todavía tiene las verdaderas palancas de poder, nombrando a miembros de la Cámara de Senado y tiene el derecho de reemplazar al primer ministro, un paso que el rey Abdullah II tomó en abril de 2005.
Se ha argumentado que no debe pasarse por alto la influencia del tribalismo en la determinación de los resultados electorales del Parlamento en Jordania; Es más fuerte que las afiliaciones políticas. La identidad tribal tiene una fuerte influencia sobre la vida jordana: "... las identidades siguen siendo las principales fuerzas impulsoras de la toma de decisiones a nivel del individuo, la comunidad y el Estado".
En 2016, el rey de Jordania, Abdalá II, disolvió el parlamento, y nombró a Hani Al-Mulki como primer ministro.

## Procedimiento legislativo

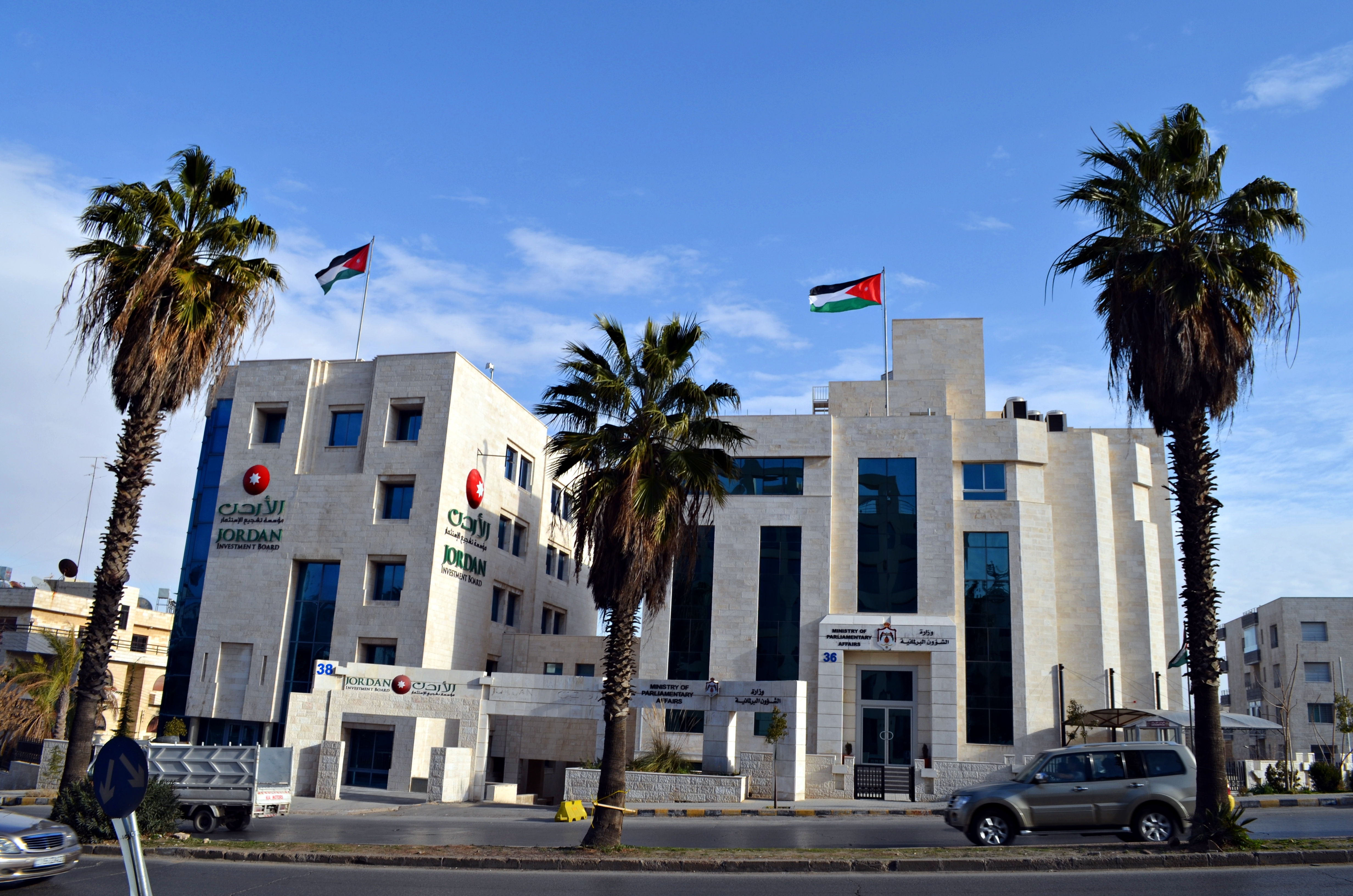
Ministerio de Asuntos Parlamentarios.

Ambas cámaras inician debates y votan sobre la legislación. Las propuestas son remitidas por el primer ministro a la Cámara de Representantes donde son aceptadas, enmendadas o rechazadas. Toda propuesta se remite a un comité de la Cámara Baja para su consideración. Si se aprueba, entonces se remite al gobierno a redactar en forma de un proyecto de ley y presentarlo a la Cámara de Representantes. Si es aprobado por esta Asamblea, se pasa al Senado para el debate y un voto. Si el Senado da su aprobación, entonces el Rey puede dar su consentimiento o rechazarlo. En este caso, el proyecto de ley se devuelve a la Cámara de Diputados, donde se repite el proceso de revisión y votación. Si ambas cámaras aprueban el proyecto de ley por una mayoría de dos tercios, se convierte en una ley del Parlamento que deroga el veto del Rey. El artículo 95 de la Constitución faculta a ambas cámaras para someter la legislación al gobierno bajo la forma de un proyecto de ley.
La Constitución no ofrece un sistema fuerte de controles y equilibrios dentro del cual el Parlamento jordano pueda afirmar su papel en relación con el monarca. Durante la suspensión del Parlamento entre 2001 y 2003, el alcance del poder del Rey Abdullah II se demostró con la aprobación de 110 leyes temporales. Dos de esas leyes se ocuparon de la ley electoral y fueron creadas para reducir el poder del Parlamento.

## Duración del mandato
Los senadores tienen un mandato de cuatro años y son nombrados por el Rey y pueden ser reelegidos. Para ser senador es necesario tener por lo menos cuarenta años y haber ocupado un alto cargo en el gobierno o en el ejército. Entre los senadores actuales y pasados hay ex primeros ministros y miembros de la Cámara de Representantes. Los diputados electos tienen un mandato de cuatro años. Los candidatos a diputados deben ser mayores de treinta y cinco años, no pueden estar relacionados con el rey y no deben tener intereses financieros en contratos gubernamentales.

## Miembros actuales de la Cámara de Representantes

Cámara de Representantes de Jordania

Los resultados de elección del Parlamento de noviembre de 2007 demuestran la escasa influencia que tienen los partidos políticos en Jordania.
| Partidos                  | %    | Asientos |
| ------------------------- | ---- | -------- |
| Independientes            | 94.5 | 104      |
| Frente de Acción Islámica | 5.5  | 6        |
| Total                     | 100  | 110      |

En la siguiente nota al pie figura una lista de los miembros que componen la Cámara Alta y la Cámara baja del Parlamento de Jordania, así como la cantidad de votos que obtuvieron en la elección de 2007.

## Partidos políticos en la Cámara de Representantes
A pesar de las reformas de 1989, la política multipartidista todavía no se ha desarrollado en Jordania. El único partido político que desempeña un papel en la legislatura es el Frente de Acción Islámica (IAF). Se puede ver que los partidos políticos representan cuatro secciones: islamistas, izquierdistas, nacionalistas árabes y conservadores. Hay 34 partidos políticos registrados en Jordania, incluyendo el Partido Popular Democrático Jordano, el Partido Socialista Jordano, el Partido Centro Musulmán, pero éstos tienen poco impacto en el proceso político. La legislación relativa a los partidos políticos fue aprobada en marzo de 2007, que obligaba a todos los partidos políticos a informar al Ministerio del Interior y tener un mínimo de quinientos miembros fundadores de al menos cinco gobernaciones. Esto fue visto por algunos como una amenaza directa a una serie de partidos políticos que son pequeños en la membresía.
La desilusión pública con los partidos políticos existentes se ha destacado en las investigaciones realizadas por el Centro de Estudios Estratégicos de la Universidad de Jordania. La investigación concluyó que en 2007 solo el 9,7% de los encuestados consideraba que los partidos políticos representaban sus aspiraciones políticas, económicas y sociales. Además, el 80% de los encuestados creía que "ninguno" de los partidos políticos estaban "calificados para formar un gobierno".

## Comités permanentes
Asuntos Jurídicos, Financieros, Administrativos y de Relaciones Exteriores. Ambas cámaras tienen la capacidad de crear comités cuando sea necesario.

## Democratización
El Parlamento jordano y su forma de democracia son jóvenes en comparación con sus contemporáneos occidentales. Según Kaaklini y otros, "desde 1989, el parlamento jordano se ha convertido en una institución más creíble, representativa e influyente. Aun así, graves obstáculos constitucionales, políticos e internos continúan impidiéndole gozar de las prerrogativas y desempeñar la gama de funciones que son apropiadas para una legislatura en un sistema democrático". Juzgado en contra de otros estados en el Medio Oriente, Jordania ha hecho progresos significativos hacia un sistema democrático de gobierno.